# 利玛窦中国札记
《利玛窦中国札记》，其主体是意大利耶稣会传教士利玛窦在16世纪末及17世纪初在中国生活和传教时所作的日记。利玛窦于1610年去世后，比利时耶稣会士金尼阁（Nicolas Trigault, 1577–1628）将日记整理翻译为拉丁文并于1615年在德國出版。
札記第一卷亦有以之名出版，此书存世甚少，是澳门中央图书馆議事亭藏書樓之镇馆之宝，扉页有“平沙落雁”竖印四字楷书，扉页下方藏有中国地图（长城、长江入海口等可见）。 该书是金尼阁（Nicolas Trigault，1577—1628）归国途中对利玛窦日记的翻译整理，及其在华所见所闻的汇总。
全书细致地记述了西方传教士为了进入中国所作出的艰难努力和获得的成功，是反映明代社会生活和中西方早期文化交流的珍贵史料。

## 版本
- De Christiana expeditione apud Sinas suscepta ab Societate Jesu （1615年）拉丁文原版，於Archive.org
- Regni Chinensis descriptio（1639年），僅第一卷，於Google Books

## 註解
1. ↑  直譯是「基督徒考察中國」